# Municipio de Santa María Nativitas
El municipio de Santa María Nativitas (en chocho Xadë Nchaxï o Koon Xaden "Pueblo de la virgen") es uno de los 570 municipios del estado mexicano de Oaxaca. Su cabecera es la localidad de Santa María Nativitas.

## Toponimia
El topónimo del municipio proviene de Santa María madre de Jesús de Nazaret, Nativitas que proviene de Natividad de la conmemoración del nacimiento de Jesús.

## Geografía
El municipio de Santa María Nativitas cuenta con una extensión territorial de 127.58 km², se encuentra ubicado en las coordenadas 17°40′N 97°20′O / 17.667, -97.333 colinda con al norte con el municipio de San Juan Bautista Coixtlahuaca, al sur con Santo Domingo Tonaltepec y San Bartolo Soyaltepec, al este con San Juan Bautista Coixtlahuaca y Santa María Chacholapam y al oeste con San Miguel Tulancingo, Villa Tejupam de la Unión y Santo Domingo Tonaltepec.

## Población
La población registrada en el censo de población y vivienda de 2010 realizada por el INEGI fue de 681 habitantes de los cuales 308 son hombres y 373 son mujeres.

### Principales asentamientos
| Nombre                | Tipo      | Código Postal |
| --------------------- | --------- | ------------- |
| Santa María Nativitas | Pueblo    | 69390         |
| San Pedro Buenavista  | Ranchería | 69394         |

## Economía
Las principales actividades económicas son la agricultura y la ganadería.